# Футбольная ассоциация Джерси
Футбольная ассоциация Джерси — является руководящим органом в футболе Джерси, занимается организацией национального чемпионата и сборных страны. Организация была основана в 1905 году.
Джерси не является членом ФИФА и УЕФА, поэтому Сборная Джерси не может участвовать в чемпионате мира и в чемпионате Европы.
Джерси является членом Международной Ассоциации Островных Игр и Сборная Джерси участвует в Островных играх.
Футбольная ассоциация Джерси является членом Футбольной ассоциации Англии на правах региональной ассоциации, несмотря на то, что Джерси не является частью Англии и Великобритании.